# Undercurrent (Album)

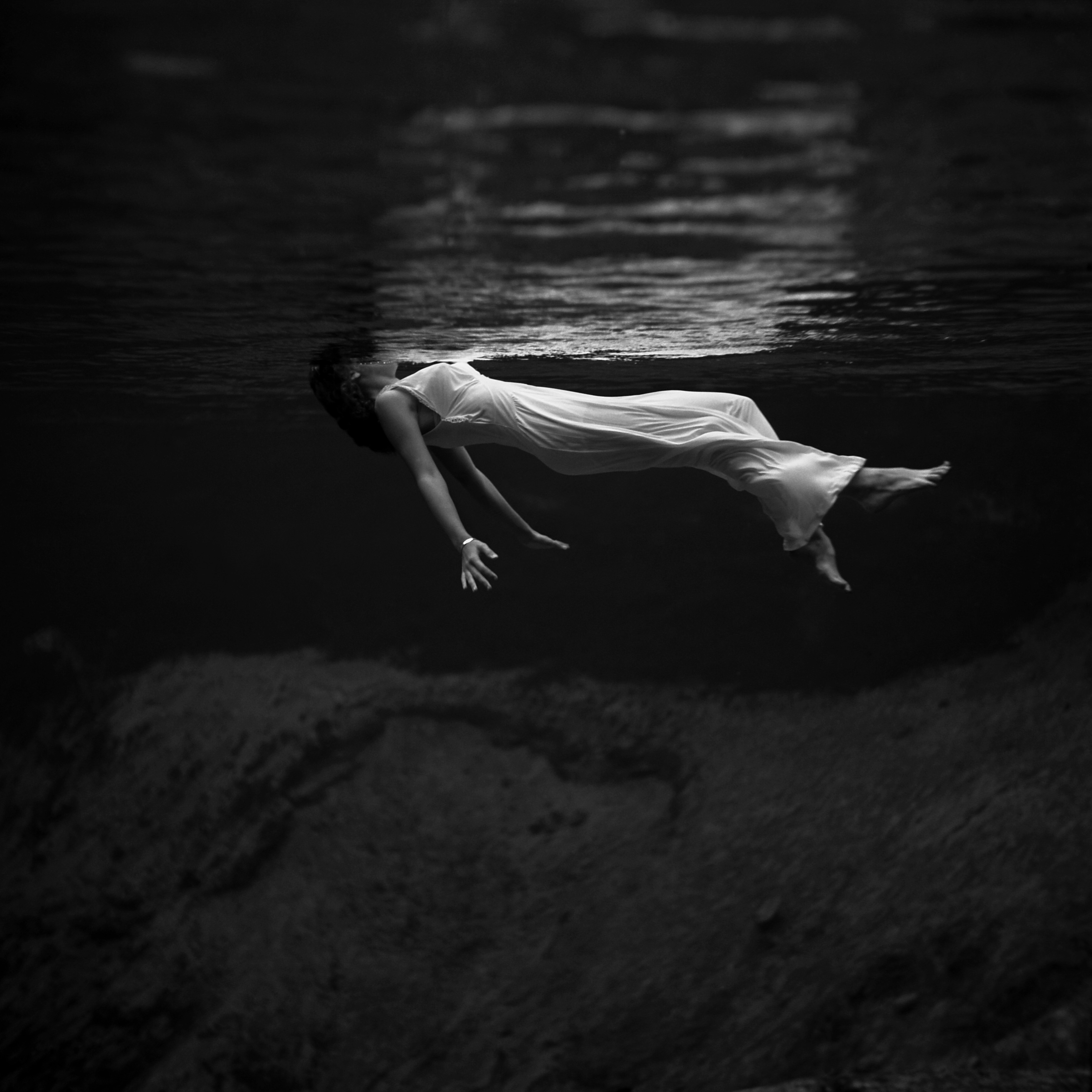
Cover-Foto Weeki Wachee springs (Fotografie von Toni Frissell, ursprünglich für Harper’s Bazaar, 1947 aufgenommen)

Undercurrent ist ein 1962 eingespieltes Studioalbum des Jazzpianisten Bill Evans und des Jazzgitarristen Jim Hall. Es war das erste gemeinsame Album der beiden Musiker. Undercurrent erschien im Sommer 1962 bei United Artists Records und wurde 1988 auf CD bei Blue Note Records wiederveröffentlicht. Das Album-Cover illustriert den Titel Undercurrent (dt. „Unterströmung“) und zeigt die Unterwasser-Fotografie einer Frau in weißem Kleid in den Quellen des Weeki Wachee River im Hernando County, Florida, ( Weeki Wachee springs) von Toni Frissell, die 1947 entstand. Evans und Hall haben als Duo erneut im April/Mai 1966 für das Nachfolgealbum Intermodulation (Verve) zusammengearbeitet. 
Das Album zeichnet sich durch eine subtile, introspektive Atmosphäre aus, die typisch für Evans’ Stil ist. Die musikalische Interaktion zwischen Evans und Hall gilt als bemerkenswert.

## Geschichte des Albums
Die Aufnahmen des Pianisten mit dem Gitarristen Jim Hall fanden knapp ein Jahr nach dem tragischen Ende des ersten Bill-Evans-Trios statt, als sein Bassist Scott LaFaro kurz nach den Village Vanguard Sessions (Waltz for Debby) tödlich verunglückt war. In der ersten Jahreshälfte 1962 hatte Evans nur wenige Aufnahmemöglichkeiten wahrgenommen, als Begleitmusiker im Februar mit Tadd Dameron und im April 1962 als Solist und in zwei Formationen um Benny Golson (u. a. mit Freddie Hubbard und Eric Dolphy, Just Jazz). In dieser Zeit, noch bevor Evans unter dem Management von Helen Keane seinen Vertrag bei Verve unterschrieb, brachte der United-Artists-Produzent Alan Douglas den Pianisten mit Jim Hall zusammen, „um ein besonderes Album aufzunehmen“. Die beiden Musiker hatten zuvor im Studio nur bei den Third-Stream-Projekten Odds Against Tomorrow (1959) und Jazz Abstractions (1960) zusammengearbeitet.
Die Sessions fanden am 24. April 1962 und am 14. Mai 1962 statt; Toningenieur war Bill Schwartau. Dazwischen war Evans mit seinem zweiten Trio, zu dem nun Chuck Israels und Paul Motian gehörten, und mit Flötist Herbie Mann im Studio, um die 1961 begonnenen Aufnahmen für dessen Album Nirvana zu beenden. Wenige Tage später, ab dem 17. Mai 1962, spielte er mit seinem Trio die LP Moon Beams ein.

## Rezension des Albums
Hanns A. Petrik hob in seiner Evans-Biographie „die wunderbare Ausgewogenheit im Spiel zweier bemerkenswerter Jazz-Individualisten“ hervor. „Die feine Balance der Musik zeigt das außergewöhnliche Feeling beider Künstler, die ein beispielhaft ineinander verstricktes musikalisches Filigran erarbeiten: Duo-Musik von höchster Qualität.“ Als Höhepunkte des Albums bezeichnet der Autor deren Version des Standards „My Funny Valentine“ als „eine der gelungensten Duo-Improvisationen der Jazzgeschichte. Höhepunkt des Stücks ist ein enorm swingender Mittelteil, in dem die Gitarre Jim Halls die Rolle eines im 4/4 Takt marschierenden Kontrabasses übernimmt und Evans zu einer eleganten Improvisation findet.“
Cook und Morton verliehen Undercurrent die Höchstnote und betonten, das Duoalbum sei ein „Meisterwerk der leisen Schattierungen, dahintreibender Melancholie und - vielleicht am überraschendsten - des heftigen Swings; letztere Qualität zeige sich am deutlichsten im teilweise vollblutigen I'm Getting Sentimental Over You. Im Gedächtnis blieben aber die fast halluzinatorischen Balladen Dream Gypsy und Romain“.
Scott Yanow bezeichnet das Album in Allmusic als „empfehlenswert“ und verlieh ihm die zweithöchste Auszeichnung. Zu dem ersten der beiden Duo-Treffen von Evans und Hall bemerkte er, das Album sei „introspektiv und harmonisch anspruchsvoll, dabei im swingenden Bebop verwurzelt.“ Dabei gebe es „bei diesem großartigen Spiel eine größere Vielfalt als erwartet (...) sogar mit Anklängen an klassische Musik.“
Das Magazin Rolling Stone wählte das Album 2013 in seiner Liste Die 100 besten Jazz-Alben auf Platz 34.

## Titel
Seite 1:
1. My Funny Valentine – 5:19
2. I Hear a Rhapsody (Jack Baker, George Fragos, Dick Gasparre) – 4:35
3. Dream Gypsy (Judith Veveers) – 4:30

Seite 2:
1. Romain (Jim Hall) – 5:18
2. Skating in Central Park (John Lewis) – 5:17
3. Darn That Dream (Eddie DeLange, Jimmy Van Heusen) – 5:05

CD-Bonustracks:
1. Stairway to the Stars (Matty Malneck, Mitchell Parish, Frank Signorelli) – 5:36
2. I’m Getting Sentimental Over You (George Bassman, Ned Washington) – 4:13
3. My Funny Valentine (Alternate Take) (Richard Rodgers, Lorenz Hart) – 6:52
4. Romain (Alternate Take) – 5:22

Die Titel 3, 5 und 6 entstanden bei der ersten Aufnahmesitzung, die anderen beim Studiotermin im Mai 1962.

## Editorische Hinweise
Das Original-Album erschien als United-Artists-Langspielplatte (UAJ 140032) ohne die Bonus-Tracks, die der bei Blue Note Records (Blue Note B1 90583) veröffentlichten CD beigefügt wurden.